# Municipio de Villa Hidalgo (Sonora)
Villa Hidalgo se fundó en octubre de 1645 por el misionero belga Marcos del Río nombrandolo Oputo que significa lugar del palofierro, debido a un manchón de palofierro existente al occidente de la población. El pueblo estuvo habitado por una población ópata hasta que alrededor de 1860 llegaron algunas familias para poblar este lugar. Entre ellos venían unos de apellido Ríos, Ramírez, Durazo, Salcido, Barceló, Moreno, Barba y Fierros, procedentes de Oposura Yanez, Miranda, Ruiz y Rivera procedentes de Oposura hoy Moctezuma, Huásabas y Granados, lo cual explica la abundancia de descendientes con estos apellidos. A finales del siglo XIX se asentaron familias de origen italiano, como Bennett, Vercini y Bartolini. a principios del siglo XX se asentaron familias de origen chino.

## Toponimia
El municipio fue creado por decreto de la Legislatura local el 6 de diciembre de 1931, incorporado a Pilares de Nacozari por Ley Núm. 68, del 26 de diciembre de 1930 y rehabilitado según Ley Núm. 88, el 15 de mayo de 1931. El 1° de abril de 1967 el H. Congreso del estado expidió la Ley Núm. 95 que cambia el nombre del municipio de Óputo, de este estado, y de su cabecera municipal, por el de Villa Hidalgo y eleva a la categoría de Villa este último lugar. El origen del topónimo Villa Hidalgo proviene de la conjunción de Villa e Hidalgo. Cabe destacar que hasta el año de 1967 este municipio y cabecera municipal contaban con el nombre de municipio de Oputo el cual fue modificado por el congreso del estado, en proposición del Profesor Manuel Ríos Romero.

## Geografía
El municipio de Villa Hidalgo cuenta con una extensión territorial de 951.17 km², se encuentra ubicado en las coordenadas 30°9′N 109°19′O / 30.150, -109.317; colinda al norte con Nacozari de García, al sur con Huásabas, al este con Huachinera y al oeste con Cumpas. En la zona adyacente se pueden encontrar pinturas rupestres realizadas por los habitantes primitivos del lugar, en su mayoría ópatas. El pueblo de Villa Hidalgo llama la atención porque al entrar por el sur es un pueblo bajo, al llegar al centro vemos un nivel medio, y al salir por el norte está en un nivel más alto. Si se ve desde el puente colgante del río, se puede notar esta geografía escalonada.

## Historia y Población
La población registrada en el censo de población y vivienda de 2010 realizada por el INEGI fue de 1,738 habitantes de los cuales 893 son hombres y 845 son mujeres. En la cuenca del río Bavispe se estableció el pueblo de Opotho, hoy llamado “Villa Hidalgo”, El origen de los asentamientos humanos se pierde en la bruma de los tiempos, más por los fósiles, pinturas rupestres y petroglifos localizados en las estribaciones montañosas del municipio, es de suponerse en un origen autóctono y lejano.
En un lugar del río Bavispe, agrícola por excelencia, denominado “Las Calaveras” situado al suroeste a corta distancia del caserío, se encuentran en el subsuelo fósiles humanos, sepultados allí al parecer por un gigantesco cataclismo acaecido en milenios pasados; cosa similar puede observarse en el rancho Las Calaveras, ubicado al oeste del poblado en la sierra de El Caballo.
A la llegada de los conquistadores españoles a Sonora, en la comarca predominaba la tribu ópata, entre los que penetraron los primeros misioneros de la orden de San Francisco en su afán de evangelización. Primero por voluntad propia del norte o acompañando a los exploradores Cíbola y Quivira a partir de 1539 a 1614 en que llegó a Sonora la compañía de Jesús, y después acatando órdenes del Rey de España Felipe III y autoridades eclesiásticas a partir de 1768.
Fue así como en el primer periodo se efectuó la primera exploración por Fray Marcos de Niza en el año de 1539 acompañado de los también franciscanos Fray Honorato y Fray Juan de la Asunción y la segunda exploración de Fray Marcos en 1540 con Francisco Vázquez de Coronado, Fray Juan de Padilla, Juan de la Cruz, Luis de Ubeda, Francisco Ureña, Juan de Grijalva, todos ellos franciscanos, sin contar los misioneros que acompañaron las exploraciones de don Francisco de Ibarra, Don Francisco de Ulloa y Don Fernando de Alarcón. Lo cierto es que con el paso de los años en otros lugares aparecieron misioneros donde hubo franciscanos, agustinos, dominicos, etc., principalmente a partir de 1775.
En el informe rendido por Fray Francisco Antonio Barbastro, cuarto presidente de los franciscanos, que por muchos años tuvo su residencia en Aconchi, hasta su muerte acaecida el 22 de junio de 1800, que en respuestas de Cédula Real fechada en San Ildefonso el 31 de agosto de 1792, el gobernador ópata de Aconchi llamado Salvador Boisa, en declaración jurada ante el Rey de España manifestó:
“ que un niño ópata que había sido llevado cautivo por los apaches a finales de 1500 creció en las misiones franciscanas del Nuevo México, donde les dio a conocer la existencia de Sonora, por lo que al parecer, por el paso de Carretas se vino con el indio ópata, el misionero Francisco Fray Marcos Duró, llegando hasta la ranchería de Baserac el año de 1610 bautizándola con el nombre de Santa María de la Baceraca, Huachinera, Ópoto, Huásabas, Bavispe, etc.
El general Don Pedro de Perea, primer colonizador de Sonora, contemporáneo de Bartolomé Castaño, Lorenzo Cárdenas y Pedro de Patoja en 1639, e inicialmente radicado en el Real de San Juan Bautista de Sonora, tuvo serias dificultades con la compañía de Jesús, por lo que el General Perea hizo un viaje a Chihuahua trayendo de Nuevo México cinco misioneros franciscanos comisionando uno a Bavispe, Bacerac y Huachinera, otro a Óputo, Huásabas y Bacadéhuachi y los otros tres en el Río Sonora, mas al morir Perea en 1644 y haber resultado favorecido con el fallo de jesuitas, los franciscanos comisionados en Arizpe, Bacahuachi, Turicachi, etc., entre los que iba fray Juan Suárez, fray Silvestre Cárdenas y fray Antonio de Aranda se trasladaron a la sierra. Este dato se confirma con el hecho de que después de la expulsión de los jesuitas en 1767, en el hueco de una pared en el templo de Bacerac, se encontraron fragmentos de documentos que confirman la entrada de aquellos misioneros franciscanos en 1645, al mando de fray Antonio de Aranda y cuatro compañeros de hábito.
En los mismos fragmentos del libro dice que acato órdenes de fray Alonso de Lina como comisionario general de indios, el año de 1696 fueron entregadas aquellas misiones a la compañía de Jesús, o sea 86 años después que fray Marcos Duró fundara la Misión de Santa María de la Baceraca en año de 1610.
La segunda etapa se inició el año de 1768 con la expulsión de los jesuitas y que a los franciscanos de la provincia de Jalisco les tocó misionar entre otros lugares de la sierra Ostimuri, Bacadéhuachi, Bacerac, Bavispe, Huásabas y Óputo.
El antiguo pueblo de Óputo fue fundado por el misionero jesuita Marcos del Río en 1644, con el nombre de San Ignacio de Óputo. El nombre de Opotho tuvo su origen en la palabra “OPO”, que a su vez generó la palabra Ópotho, y posteriormente Óputo.
El poblado primitivo estaba situado en el valle Opothú, donde tenía sus dominios el cacique ópata, quien vivía en un bosque o manchón de Opos o palofierro, y en 1645, al tomar posesión de las tierras los españoles, fundaron el pueblo actual donde el nombre de misión de San Ignacio de Oputom, y Opote el nombre del cacique que gobernaba la comarca al ser fundado el pueblo y como posesión para el rey de España.
El padre Pedro Méndez, pionero de los misioneros de la compañía de Jesús en Sonora a partir de 1614, es autor de una hermosa leyenda ópata publicada en España en la tercera década del siglo XIX de acontecimientos acaecidos en el valle de Ópothu, que nos da luces sobre las raíces que dieron origen el nombre de nuestro pueblo.
El municipio fue creado por decreto de la Legislatura local el 6 de diciembre de 1931, incorporado a Pilares de Nacozari por Ley Núm. 68, del 26 de diciembre de 1930 y rehabilitado según Ley Núm. 88, el 15 de mayo de 1931. El 1° de abril de 1967 el H. Congreso del estado expidió la Ley Núm. 95 que cambia el nombre del municipio de Óputo, de este estado, y de su cabecera municipal, por el de Villa Hidalgo y eleva a la categoría de Villa este último lugar. 
Don Néstor Fierros nos transmite la siguiente leyenda sobre la fundación de Ópotu.
A 300 km de Hermosillo existe un pueblo que originalmente se llamó Óputo, hoy Villa Hidalgo, el cual tiene una leyenda que relata la forma en que se fundó. Esta leyenda me fue relatada por un Indio ópata nativo del lugar, concuerda con una leída en un viejo libro de historia.

Esta vieja leyenda cuenta que en el lugar donde hoy se levanta el pueblo de Óputo, vivía un cacique ópata llamado Opothe, que era el que dominaba el Valle de Opothú (manchón de palo fierro en el dialecto ópata). Este cacique vivía en un lugar que se llamaba Tetabam (agua caliente) y tenía dos hijos, un varón llamado Xunnutain (hijo del maíz) y una hija mujer llamada Omocoli, (paloma).
Un día el caciquillo Bacoregüis (culebra tonta) vio a Omocoll y se enamoró de ella, fue con el viejo Opothe a pedírsela para esposa, pero el viejo cacique no se la quiso dar, porque no llenaba los requisitos que él exigía. Entonces Bacoregüis hizo alianza con un jefecillo apache que vivía en un lugar al norte del Valle del Opothú, llamado Urijaquia (cajón del indio o de los Indios); pero ni así pudo Bacoregüis hacerse de su amada porque en un combate Opothe dispersó la horda de Tepaco, que así se llamaba el jefecillo apache.
Después el enamorado Bacoregüis, que vivía en un lugar llamado Teras, no pudiendo tener a la hija del Cacique recurrió a las artes mágicas de un hechicero Llamado Murasopo (Rata Grande) y éste por medio de sus hechizos, encantó a Omocoll y la ocultó en un cerro colorado cerca de donde vivía Opothe, y al hijo de éste, Xunnutain, lo escondió también hechizado, en el Manchón de Palo Fierro que es el único que hay en el Valle, y que es de donde tomó el nombre el pueblo que después se fundó. Según la leyenda en esa época ya estaba poblado el Valle de Guásabas (lugar donde hay tierra de siembra), y el jefe Opothe fue y se sometió al Gobierno Español y los trajo al Valle de Opothú donde también había muy buenas tierras de siembra.

El jefe Español cuando ya hubo sometido a los nativos del Valle y también a Bacoregüis, dispersó a los apaches de Tepaco y fundó el pueblo de Óputo. Lo único que descubrieron los hispanos fue un rico yacimiento de oro. La persona que me contó esta leyenda decía que sabía donde estaba la mina, pero nunca lo dijo a nadie, pues él sacaba pepitas de oro y las vendía a los comerciantes, y según su dicho, su abuelo o bisabuelo le reveló el secreto de la mina con la consigna de no revelarlo nunca.
Cuando los Españoles conquistaron toda la región, fue el viejo Opothe a ajustar cuentas con el hechicero Murasopo, logrando rescatar a su hijo, que heredó el mando, siendo un aliado fiel y valiente de los Españoles. En cuanto a la princesa Omocoli, no pudieron hacer que el brujo se las devolviera, porque en un arranque de ira el hijo de Opothe le dio un machetazo al brujo quitándole la vida instantáneamente, llevándose Murasopo su secreto hasta la tumba.
La traducción de las palabras ópatas que aparecen en el texto, las hice consultando el Diccionario de Flavio Molina, y más o menos concuerdan con las que me dijo el Indio ópata.
Tomado de revista Sonora Mágica. 1986
Entre los atractivos de Villa Hidalgo destaca el hecho de ser un pueblo de tres niveles: el sur abajo, el centro en medio nivel, y la parte nueva arriba, cerca del aterrizaje. Cuenta también con atractivos edificios antiguos, un acueducto, un puente colgante peatonal sobre el río Bavispe, el arroyo Aguacaliente, la comisaría de San Juan del Río, inspiración del canto con el mismo nombre (Palomas de donde vienen, vengo de San Juan del Río...), pinturas rupestres antiquísimas en rocas y cuevas cercanas al arroyo Aguacaliente, el área arqueológica de Las Calaveras, el río Bavispe, afluente principal del río Yaqui, pasa a lo largo de este municipio y recibe las aguas de los arroyos de Agua Caliente, Los Alisos, La Bota, La Nora y Juriquipa, los cuales se encuentran en los alrededores y ofrecen espacios de recreación y descanso, además se pueden practicar deportes acuáticos, como el kayak, clavados en los "pocitos", y natación en los remansos de diversas áreas. El río Bavispe alimenta la presa La Angostura o Lázaro Cárdenas, parte de la batería de presas La Angostura-El Novillo-Oviachic, cuyos alrededores cuentan con bellos paisajes y excelentes áreas de pesca.
Para quienes gustan de los deportes al exterior, la zona cuenta con una fauna muy diversa para la cinegética, con especies como el venado cola blanca, puma, lince, coyote, zorra gris, ardilla y zorrillo manchado, y otras. 
Las fiestas tradicionales del pueblo se realizan del 8 al 12 de octubre, y cuenta con rodeo, carreras de caballos, juegos de argollas, carreras de encostalados y juegos mecánicos, y más eventos familiares.
El alcalde electo en junio de 2015 es el señor Jesús "Chuchuy" Durazo, para el período 2015-2018.
Cuenta con carretera pavimentada desde Hermosillo hasta Villa Hidalgo, y está en trámite la construcción de carretera de Villa Hidalgo a Nacozari, lo cual dejaría a este pueblo unido por vías plenamente transitables desde todos los rincones de Sonora, y hasta Estados Unidos.

### Principales asentamientos
| Nombre           | Tipo      | Código Postal |
| ---------------- | --------- | ------------- |
| Villa Hidalgo    | Pueblo    | 84580         |
| San Juan Del Río | Ranchería | 84583         |

## Economía
Las principales actividades económicas son la ganadería y la agricultura mediante riego.